# Rose unter Dornen
Rose unter Dornen ist ein zweiteiliger Fernsehfilm von Dietmar Klein aus dem Jahr 2006, der im Auftrag der ARD für Das Erste in Koproduktion mit dem ORF produziert wurde. Die Hauptrollen des Films sind besetzt mit Valerie Niehaus, Heinz Hoenig, Thure Riefenstein und Richy Müller, tragende Rollen mit Horst Günter Marx, Sabine Vitua, Sonja Kirchberger, Eva Pflug, Angela Roy, Michael Greiling und Gunter Berger.
Filmpalast führte aus, dass dieser „bewegende Zweiteiler über eine turbulente Liebesgeschichte vor dem Hintergrund einer Familiensaga um Liebe, Reichtum und Verrat“, auf „einer wahren Begebenheit“ beruhe.

## Handlung
- Teil 1

Sofie Winter hat es nicht leicht im Leben. Der Vater ihres Sohnes Sebastian hat sie verlassen, bevor sie ihm noch sagen konnte, dass sie schwanger von ihm sei. Seitdem ist sie bemüht, den Unterhalt für sich und ihr Kind zu verdienen. Sie arbeitet als Telefonistin im vornehmen Hamburger Hotel Atlantic und kellnert außerdem bis tief in die Nacht hinein in einem Stripplokal. So kommt es mehr als einmal vor, dass sie nicht pünktlich an ihrer Arbeitsstelle im Hotel ist.
Als Renate Engelschall, eine Kollegin von Sofie, in Rente geht, fügt es sich, dass Sofie eine neue Aufgabe bekommt. Sie ist nun ausschließlich für den Chef des Hotel Atlantic, Simon Wahlberg, zuständig. Wahlberg, der gerade seinen 54. Geburtstag gefeiert hat, ist ein Selfmademann, der sich aus ärmlichen Verhältnissen ganz nach oben gearbeitet hat. Er war bereits viermal verheiratet. Zur Zeit, als er Sofie begegnet, ist er in einer losen Beziehung mit dem Model Vicky. Ein wichtiger Mann an Wahlbergs Seite ist Wolfgang Prinz, sein engster Vertrauter und Berater. Er genießt Wahlbergs uneingeschränktes Vertrauen. Da Wahlberg sehr temperamentvoll und impulsiv ist, kommt ihm entgegen, dass Prinz mit seiner ausgleichenden Art genau der richtige Mann auf diesem Posten ist.
Wahlberg ist sozusagen Hals über Kopf in Sofie verliebt, die anfangs jedoch skeptisch bleibt. Die raue Herzlichkeit und der Charme Wahlbergs führen jedoch dazu, dass Sofie ihm nicht länger widerstehen kann und will. Da es Wahlberg mit ihr sehr ernst ist, verloben sich beide, was im näheren Umfeld des Hoteliers Entsetzen auslöst. Vor allem Wahlbergs Mutter Margarethe, die sich nicht nur um ihren Einfluss, sondern auch um das Familienvermögen sorgt und Simon Wahlbergs kokainabhängiger Bruder Stefan, der sowieso damit hadert, stets im Leben benachteiligt worden zu sein, reagieren nahezu feindselig. Aber auch Simons Geliebte Vicky ist zutiefst in ihrer Eitelkeit verletzt. Das geht so weit, dass sie mit ihrem Sportwagen sogar einen Anschlag auf Sofie verübt, dem diese nur knapp entgeht. Aber auch Sofies Mitbewohner Alfred, ein arbeitsloser Koch, schmerzt Sofies Entscheidung. Alfred, der von Sofies fünfjährigem Sohn wie ein Vater geliebt wird, hat seine starke Zuneigung, die er für die Mutter des Jungen hegt, stets verborgen gehalten.
Simon Wahlberg und Sofie Winter lassen sich jedoch von all den wenig schönen Umständen nicht beirren und heiraten, woraufhin die Klatschpresse bemüht ist, Negatives über Sofies ans Licht zu bringen. Ihre Hochzeitsreise führt Sofie und Simon nach Venedig. Als Simon dort mit einem Herzinfarkt auf der Hotelterrasse zusammenbricht, hat das für Sofie Folgen, die sie in diesem furchtbaren Moment noch gar nicht erfassen kann.
- Teil 2

Nur wenige Wochen des Glücks waren Sofie an der Seite von Simon Wahlberg vergönnt, nun muss sie nicht nur mit ihrer Trauer leben und umgehen, sondern sich auch gegen die missgünstige Familie ihres Mannes, die allgegenwärtige Presse und eine feindliche Übernahme durch den Reiseunternehmen-Mogul Friedrich Wilhelm Tietje nur Wehr setzen. Einzig Wolfgang Prinz ist auf Sofies Seite. Er ist bemüht, dafür zu sorgen, dass der letzte Wille von Simon Wahlberg, der Sofie zur Alleinerbin eingesetzt hat, nicht unterlaufen wird. Im Laufe dieser Zeit wird Prinz immer klarer, was Simon so sehr an Sofie geliebt hat und was sie auszeichnet, ihre Warmherzigkeit, ihre Bescheidenheit und ihr Stolz. Mit Wolfgang Prinz’ Hilfe gelingt es Sofie sowohl die Klatschpresse, als auch die Familie und Simons alten Konkurrenten Tietje, der seine große Chance zur Übernahme des Hotels gekommen sieht, in Schach zu halten. Eine drohende Gefahr taucht jedoch in der Gestalt von Alexander Behrens auf, Sebastians Vater. Durch einen Tipp von Stefang Wahlberg und die Berichterstattung über den plötzlichen Reichtum von Sofie wittert dieser seine Chance. Er verfügt über eine alte Heiratsurkunde, die, hätte sie Bestand, die Ehe zwischen Sofie und Simon für ungültig erklären würde.
Familie Wahlberg sieht sich schon am Ziel ihrer Träume und übernimmt sofort die Geschäfte. Niemand hat jedoch mit Alfred Steppenbreck gerechnet, der alles daran setzt, Sofie zu helfen. Tatsächlich spielt Alexander Behrens ein Spiel mit gezinkten Karten, wodurch er sogar das Leben seines Sohnes gefährdet. Sozusagen in letzter Minute können Sofie und Wolfgang Prinz das Kind aus einem brennenden Haus retten. Das falsche Spiel von Behrens fliegt auf und es stellt sich heraus, dass Sofie sehr wohl die rechtmäßige Ehefrau von Simon Wahlberg und damit wie von ihm verfügt seine Erbin ist. Die Familie zerbricht nun vollständig und Stefan Wahlberg nimmt sich das Leben.
Sofie jedoch überlässt die Führung und Verwaltung des Imperiums dem stets loyalen Wolfgang Prinz, der ihr kurz zuvor gestanden hat, dass er sich in die verliebt habe, und kehrt mit ihrem Sohn Sebastian lieber zurück in ihr altes ruhiges Leben und zu ihrem guten Freund Alfred. Zuvor hatte sie Prinz noch erklärt, dass ihre Liebe immer noch Simon Wahlberg gehöre.

## Produktion

### Dreharbeiten, Produktionsnotizen
Rose unter Dornen wurde im Zeitraum 7. September bis zum 9. November 2004 gedreht. Drehorte waren unter anderem: Hamburg, Venedig und Sylt. Für den Film zeichnete im Auftrag der Degeto Film GmbH die Schiwago Film GmbH verantwortlich. Die Redaktion des Films für die ARD Degeto Film lag bei Hans Wolfgang Jurgan, die Produktionsleitung bei Michal Pokorny und die Aufnahmeleitung bei Kai Pegel. Der Ausführende Produzent es Films war Martin Lehwald.

### Namensirritationen Hotel Atlantic
Die Irritationen hinsichtlich des Namens des Hotels, das in der ersten TV-Ausstrahlung nicht mehr unter „Hotel Atlantic“ firmierte, scheinen die spätere DVD-Veröffentlichung nicht zu berühren, da das Hotel dort unter dem tatsächlichen Namen des Hotels firmiert und der Portier die Gäste auch mit „Herzlich Willkommen im Hotel Atlantic“ begrüßt.

### Ausstrahlung, Einschaltquote
In Deutschland lief die Free-TV-Premiere am 5/6. Januar 2006 im Ersten. Teil 1 verfolgten 6, 8 Millionen Zuschauer, was einem Marktanteil von 19,9 Prozent entsprach. Teil 2 verfolgten 7,16 Millionen Zuschauer bei 21,5 Prozent Marktanteil, in der werberelevanten Zielgruppe waren es 1,38 Millionen Zuschauer bei 10,7 Prozent Marktanteil.

### DVD-Veröffentlichung
Die Polar Film + Medien GmbH veröffentlichte den zweiteiligen Film am 23. Januar 2014 auf DVD, Laufzeit: 3 Stunden.

## Kritik
Die Kritiker der Fernsehzeitschrift TV Spielfilm konnten dem Film nur bedingt etwas abgewinnen und meinten, Rose unter Dornen präsentiere „Liebe und Intrigen auf Telenovela-Niveau“. Der „Mix aus Unternehmer-Saga und Mama-ist-die-beste Schmonzes“ sei „moralisch schön übersichtlich“. Der Film erhielt eine mittlere Bewertung; der Daumen zeigte zur Seite.
Die Kritik des Filmdienstes fiel ähnlich aus. Dort war zu lesen: „Mit Herz, Schmerz, Missgunst und Verrat verquickte Aschenputtel-(Fernseh-)Geschichte, in der die Liebe über den Tod hinaus triumphiert. – Ab 14.“
Der Kritiker des Fernsehmagazins Prisma führte aus: Regisseur Dietmar Klein (‚Der Wunschbaum‘) drehte den nicht gänzlich klischeefreien Zweiteiler mit großen Aufwand nach dem Drehbuch von Rolf-René Schneider (‚Ein Sack voll Geld‘). Dabei konnte er aber viele Längen in der modernen Aschenputtel-Variante nicht vermeiden.
Auch in der Berliner Zeitung kam der Film eher schlecht weg. Björn Wirth meinte, es gebe Filme, die seien „so naja, nicht ganz schlecht, aber eben auch nicht gut,“ man sehe sie, ärgere sich und schaue trotzdem weiter. Der ARD-Zweiteiler Rose unter Dornen sei „so ein Film“. Wirth kam in seiner Kritik darauf zu sprechen, dass die ARD dem Hamburger Hotel Atlantic 70.000 Euro dafür bezahlt habe, dort drehen zu können, was eine „prima Werbung für das Hotel und ein durchaus branchenüblicher Vorgang“ sei. Trotzdem sei der Name Hotel Atlantic in „das unverfängliche“ Hotel Wahlberg geändert worden. Das habe schon vor der Ausstrahlung „für einigen Wirbel“ gesorgt. Auch die „Leitung des wirklichen Hotels“ habe das nicht gut gefunden. Es habe zuvor eine Schleichwerbedebatte gegeben, die zu einer solchen Entscheidung geführt habe, obwohl „ja Geld an das Hotel geflossen sei.“ Degeto-Geschäftsführer Hans-Wolfgang Jurgan habe geäußert, dass der Film dadurch „dramaturgisch nicht beeinträchtigt“ werde, da der neue Name „für die Handlung nicht von Bedeutung“ sei, was Wirth zu der Äußerung veranlasste: „Wie überhaupt in solchen Filmen die Handlung nicht so von Bedeutung ist, weil alles kommt, wie es kommen muss.“
Auch Die Welt befasste sich mit der Namensänderung des Hotel Atlantic für den „rosaroten TV-Zweiteiler, auf den die Welt gewartet“ habe, „die jüngste Neuauflage des altbewährten Aschenbrödel-Motivs“. Was keiner habe wissen können: Schon vor der Ausstrahlung habe „das TV-Drama für Gesprächsstoff“ gesorgt. Die Entscheidung einer Namensänderung habe sowohl bei der Führung des Hotel Atlantic als auch bei Hauptdarsteller Heinz Hoenig und dem Drehbuchautor des Films Rolf-René Schneider für Unverständnis gesorgt.